# Aleksiej Biriukow
Aleksiej Siergiejewicz Biriukow (ros. Алексе́й Серге́евич Бирюко́в, ur. 1 marca 1907 w Tule, zm. 8 grudnia 1986 tamże) – radziecki działacz partyjny i państwowy.

## Życiorys
W 1927 ukończył szkołę Ludowego Komisariatu Komunikacji Drogowej ZSRR i został członkiem WKP(b), 1927-1929 pracował jako elektrospawacz w tulskiej fabryce mechanicznej. Od sierpnia 1929 do września 1930 służył w Armii Czerwonej, od września 1930 do lipca 1934 studiował w Moskiewskim Elektromechanicznym Instytucie Inżynierów Transportu im. Dzierżyńskiego, potem został starszym inżynierem inspekcji Ludowego Komisariatu Komunikacji Drogowej ZSRR w fabryce wagonów im. Gazety Prawda w Dnieprodzierżyńsku, od stycznia 1935 do stycznia 1936 był pracownikiem „Sojuzmietimporta” we Francji i Belgii. Od stycznia 1936 do grudnia 1938 pracował jako starszy inspektor inspekcji Ludowego Komisariatu Komunikacji Drogowej ZSRR w fabryce wagonów im. Gazety Prawda w Dnieprodzierżyńsku, od grudnia 1938 do stycznia 1941 był sekretarzem komitetu KP(b)U w tej fabryce, a od stycznia do sierpnia 1941 II sekretarzem Komitetu Miejskiego KP(b)U w Dnieprodzierżyńsku. Od sierpnia 1941 do lipca 1942 był partyjnym organizatorem KC WKP(b) fabryki nr 516 w Orsku, od lipca 1942 do lutego 1945 partyjnym organizatorem KC WKP(b) budowy Orsko-Chalilowskiego Zakładu Metalurgicznego w Orsku, od lutego do kwietnia 1945 I sekretarzem Nowotroickiego Komitetu Rejonowego WKP(b), a od kwietnia 1945 do listopada 1949 I sekretarzem Komitetu Miejskiego WKP(b) w Nowotroicku. Od listopada 1949 do lutego 1951 był instruktorem Wydziału Organów Partyjnych, Związkowych i Komsomolskich KC WKP(b), od lutego 1951 do 25 maja 1952 sekretarzem Nadmorskiego Komitetu Krajowego WKP(b), a od 25 maja 1952 do kwietnia 1957 II sekretarzem Nadmorskiego Komitetu Krajowego WKP(b)/KPZR. Od 13 kwietnia 1957 do 12 grudnia 1962 był przewodniczącym Komitetu Wykonawczego Nadmorskiej Rady Obwodowej, od 12 grudnia 1962 do grudnia 1964 przewodniczącym Komitetu Wykonawczego Nadmorskiej Rady Obwodowej, a od stycznia 1965 do lutego 1969 zastępcą przewodniczącego Komitetu Wykonawczego Tulskiej Rady Obwodowej, następnie przeszedł na emeryturę. 2 marca 1957 został odznaczony Orderem Czerwonego Sztandaru Pracy.